# Chinok
La rivière Chinok (Шинок), ce qui signifie « tombant à pic, abrupt » en langue altaï, est une petite rivière montagneuse du nord-ouest de l'Altaï en fédération de Russie. C'est un affluent de l'Anouï. Elle appartient au territoire administratif du raïon de Solonechnoïe dépendant du kraï de l'Altaï. La rivière est surtout connue pour ses cascades. Elles sont considérées comme un monument naturel d'importance régionale et font partie d'un parc naturel protégé.

## Description
La rivière se trouve à dix kilomètres au sud-ouest du village de Tog-Altaï, dans une région sauvage de 10 200 hectares (dont la forêt recouvre 6 845 hectares) possédant une flore et une faune non touchées par l'homme. La zone appartient au massif de Bachtchelak (culminant à 2 421 mètres) et elle est protégée depuis 1999.
Le cours de la rivière Chinok est de 12 kilomètres et traverse un territoire escarpé avec des gorges. Elle prend sa source dans le plateau marécageux à la limite du raïon de Solonechnoïe (kraï de l'Altaï) et du raïon d'Oust-Kan (république de l'Altaï). Elle se jette dans l'Anouï au kilomètre 291 sur sa rive gauche. Elle appartient au bassin de l'Ob. Le parc naturel a reçu le statut de monument naturel en l'an 2000. Les cascades sont au nombre de trois: le Grand Chinok, ou Jifar (chute de plus de 70 mètres), le Doux Mirage Laskovy Miraj (10 mètres) et le Saut Double Dvoïnoï Pryjok (25 mètres).

## Tourisme
Les cascades sont connues des randonneurs depuis la fin du XIXe siècle et sont un objet aujourd'hui de visites écologiques et touristiques. Une base touristique avec des emplacements pour campeurs se trouve à sept kilomètres en amont de la confluence de la rivière et un camping près de l'Anouï. La grotte de Denisova, où a été découvert l'hominidé du même nom, se trouve à proximité.

## Faune
La vallée de la rivière Chinok abrite des espèces protégées comme le faucon pèlerin, l'aigle royal, la loutre, la zibeline de Sibérie, le cerf élaphe, le porte-musc de Sibérie, la sérotine bicolore, le lagopède des saules, pipit à dos olive ainsi que des lynx, des renards, des lièvres, des belettes, des visons, des élans, des sangliers, etc. Parmi les poissons, on trouve le taïmen, l'ombre et la lotte de rivière.

## Flore
La flore du territoire protégé de la rivière Chinok appartient aux espèces de la forêt, de la ceinture subalpine et de la toundra alpine. On y répertorie 233 espèces rares inscrites au livre rouge de l'Altaï des espèces menacées. On distingue la pivoine sauvage, le sabot de Vénus, la dent de chien, le cryptogramme de Steller, etc.